# République de Gand

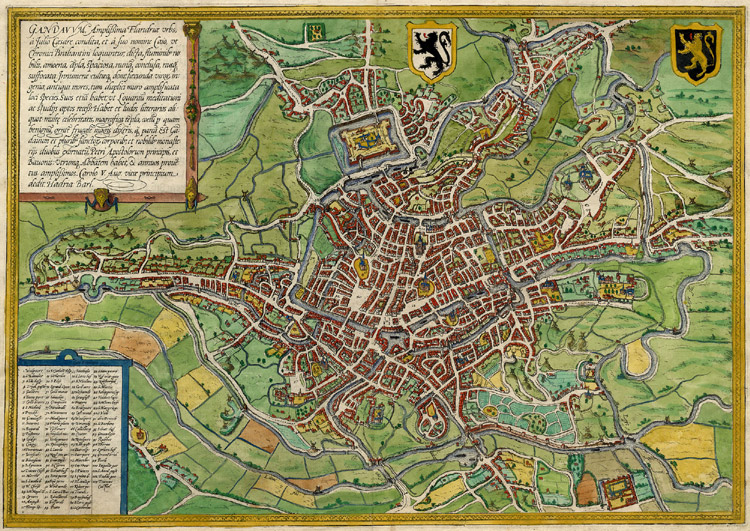
Gand en 1576. Braun & Hogenberg.

La République de Gand désigne la période entre 1577 et 1584 lors de laquelle la ville de Gand était gouvernée par des insurgés calvinistes partisans de la révolte des Pays-Bas.

## Précédents
La ville a connu plusieurs gouvernements révolutionnaires, notamment sous Jacob van Artevelde au xive siècle. En 1537, la ville a refusé un nouvel appel de la gouvernante Marie de Hongrie en faveur des guerres de l'empereur Charles Quint contre la France. Cette révolte gantoise a été écrasée par l'empereur en 1540. Les meneurs de la révolte ont dû demander pardon en habit de pénitent et avec un nœud coulant autour du cou (d'où le surnom de Stroppendragers (nl), porteurs de nœud coulant, attribué aux Gantois). Gand a été soumis à un nouveau statut, le soi-disant Concessio Carolina (nl). La cloche Roeland (nl), symbole de l'indépendance de Gand, est retirée du beffroi et un nouveau château, le château des Espagnols, doit désormais veiller à la bonne conduite des Gantois.

## La république

La révolte hollandaise en 1577-78.

Le 8 novembre 1576, dans la première phase de la guerre de Quatre-Vingts Ans, la pacification de Gand, une paix religieuse entre catholiques et protestants, est conclue par les États généraux assemblés des Pays-Bas. Deux jours plus tard, les insurgés, assistés du stathouder Jean de Croÿ, s'emparent du château des Espagnols. Cependant, dès que le gouverneur Don Juan d'Autriche arrive aux Pays-Bas, Croÿ reconnaît son autorité et quitte la révolte. À sa place, le duc d'Aarschot est nommé le 20 septembre 1577 comme stadhouder de Flandre, ce qui représente une épine dans le pied, entre autres, des calvinistes gantois.

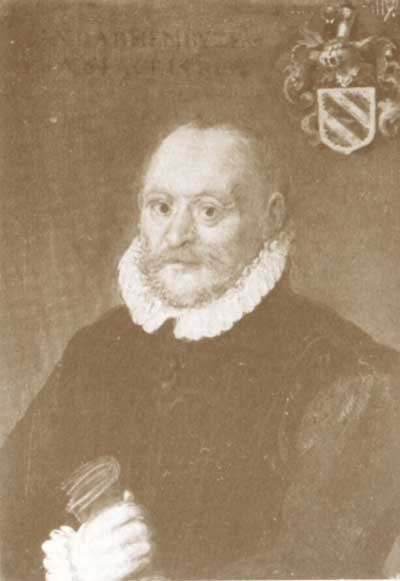
Jan van Hembyse

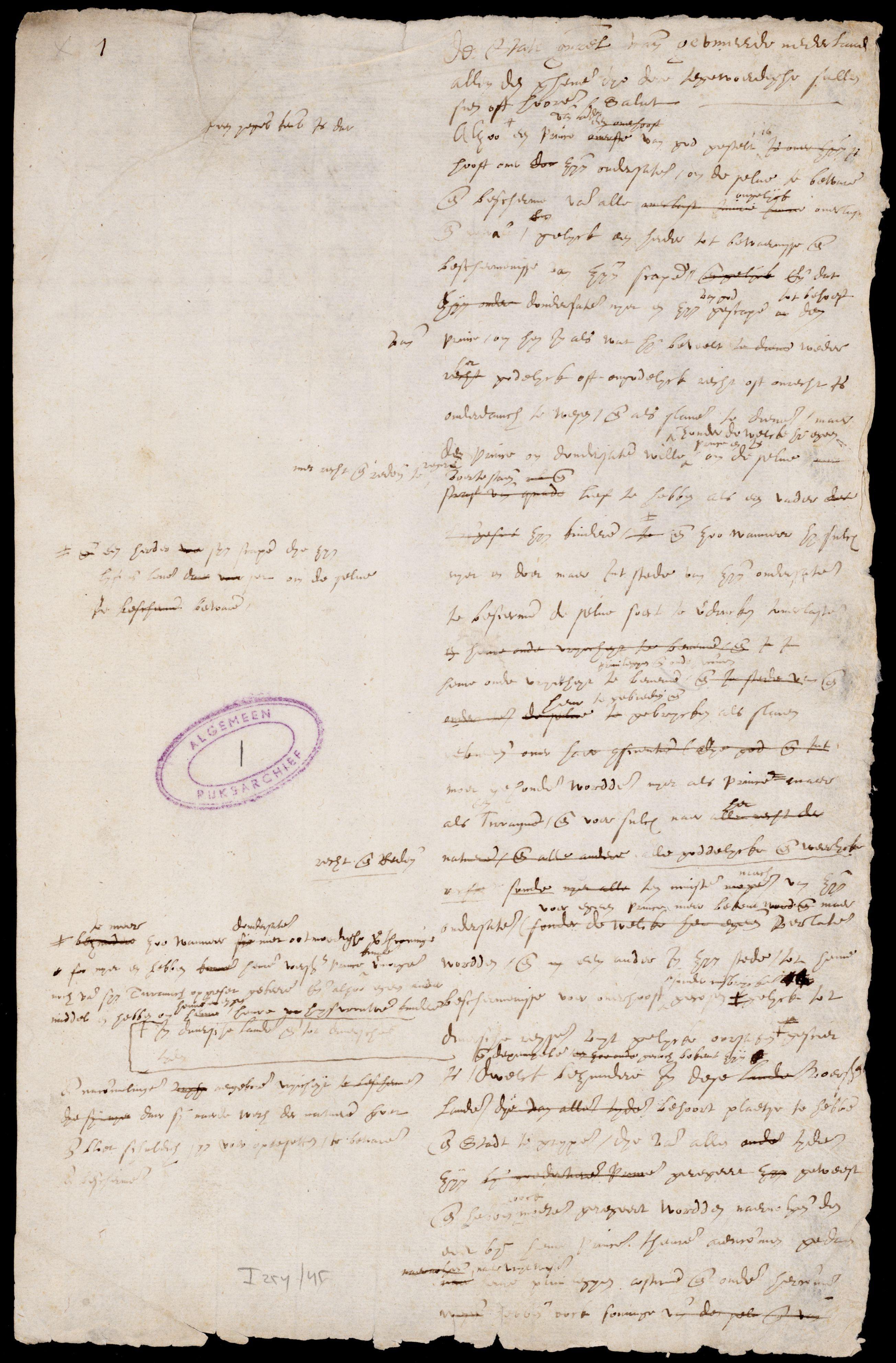
L'acte de La Haye, également signé par la Flandre

Le 28 octobre 1577, le conseil municipal de Gand sous la direction des calvinistes radicaux Jean de Hembyse et François de la Kethulle de Ryhove, dit Ryhove, s'empare du pouvoir sur le comté de Flandre. Philippe III de Croÿ, duc d'Aerschot, Jacques Hessels, le grand bailli de Gand, Remi Drieux, évêque de Bruges et Martin Rithovius, évêque d'Ypres, sont faits prisonniers. À l'instar de Bruxelles, un Comité de XVIII hommes, avec Hembyze comme premier échevin, est nommé le 1er novembre à la tête du gouvernement. Hembyze bénéficie du soutien de ministres calvinistes tels que Petrus Dathenus et Herman Moded (nl) pour implémenter sa terreur anti-catholique. Ryhove arme le peuple et engage des mercenaires étrangers (anglais et écossais), avec lesquels la République de Gand réussit à contrôler de grandes parties du comté de Flandre. En juillet 1578, la République calviniste a déjà pris Courtrai, Menin, Ypres, Renaix et Bruges et établi un comité de XVIII hommes dans chacune de ces villes. Audenarde, Axel, Hulst, Saint-Nicolas, Dunkerque, Bergues ou encore Furnes sont également occupées par les calvinistes, tandis que Deinze et Termonde rejoignent volontairement le mouvement gantois. Wetteren est pillée en 1579. Tout lieu qui a connu un bouleversement est devenu le théâtre d'iconoclasme et de violence contre le clergé catholique.
Au départ, les deux dirigeants gantois ne veulent pas entendre parler de la paix religieuse prônée par Guillaume d'Orange. La protestantisation radicale de la ville atteint son paroxysme lors de la furie de Pentecôte (Pinksterstorm), à la mi-mai 1578. Le comité des XVIII de la ville orchestre une vague iconoclaste contre les monastères et les églises catholiques, où vivraient des moines homosexuels. Lorsque cinq moines accusés (dont le cousin de Hembyze, Clays Danneels, âgé de 19 ans) nient les faits, ils sont torturés jusqu'à ce qu'ils avouent, puis sont brûlés sur le bûcher du Vrijdagmarkt ; trois autres prétendus « sodomites » sont flagellés en public et bannis.
Le 4 février 1579, Gand devient la première ville flamande à rejoindre l'Union d'Utrecht. Le roi Philippe II, dont les titres incluent comte de Flandre, est déclaré déchu de son autorité le 6 août 1579, au motif qu'il a conclu des conditions de paix déraisonnables. De ce fait, il perd son droit de gouverner, qui sera désormais exercé par le magistrat de la ville ; c'est à partir de ce moment qu'on peut parler de la République (calviniste) gantoise. Gand prend ainsi la tête de la révolte néerlandaise, Guillaume d'Orange restant officiellement fidèle à Philippe II. Si les négociations de paix de Cologne (en cours depuis mai 1579) avec Philippe échouent, le programme de Gand prévoit un système de républiques urbaines indépendantes sur le modèle italien, au détriment de l'indépendance des petites villes. Pour le Comté de Flandre, il s'agirait des Quatre Membres : Gand, Bruges, Ypres et le Franc de Bruges.
À la fin de l'année 1579, une bagarre éclate entre Ryhove, devenu plus orangiste, et Hembyze, plus radical, à la suite de quoi Ryhove doit quitter la ville pendant un certain temps. Plus tard, avec l'aide de Guillaume d'Orange, Ryhove parvient à éjecter Hembyze du conseil municipal et, le 1er septembre 1579, devint lui-même grand bailli de Gand au service d'Orange.

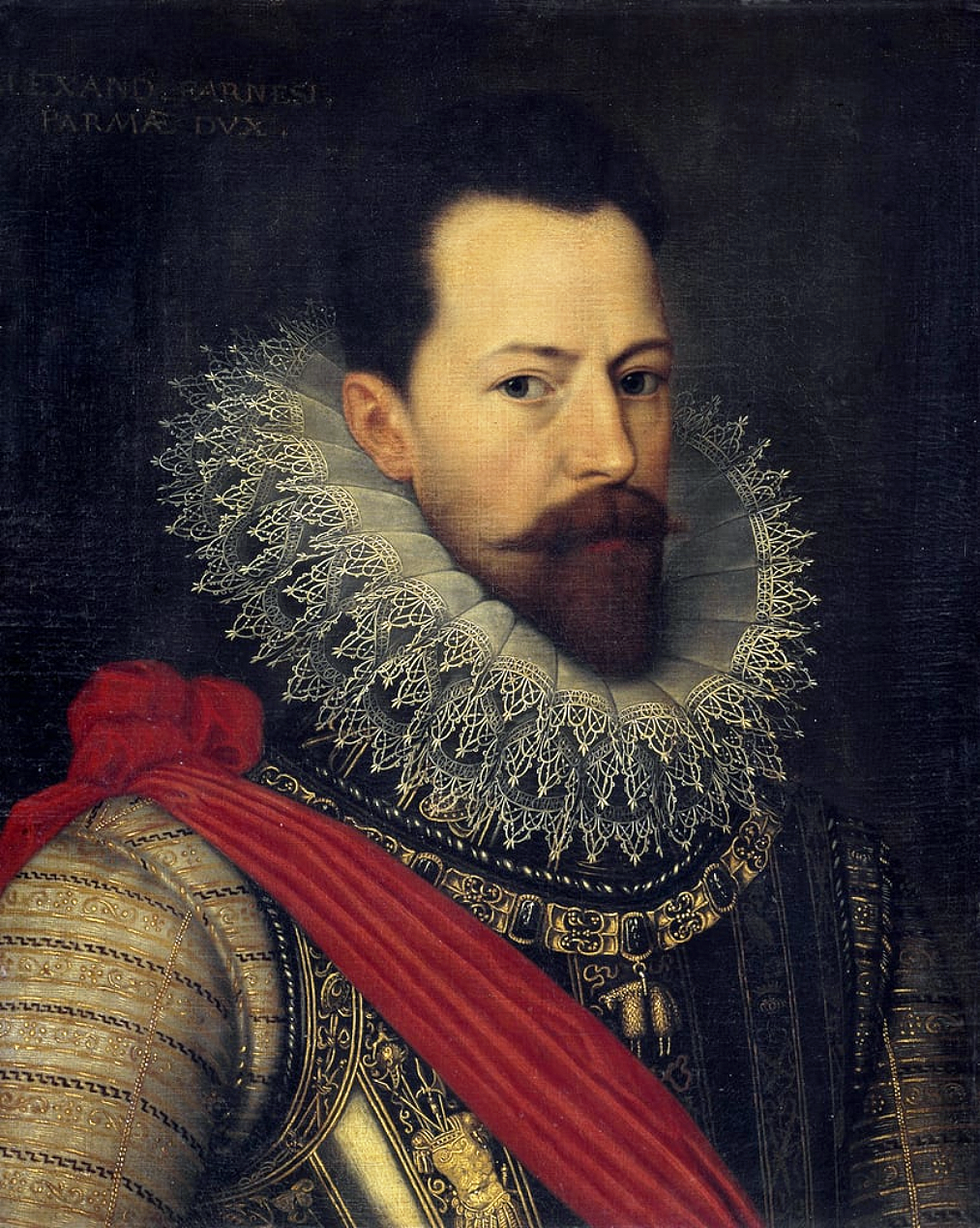
Alexandre Farnèse, duc de Parme.

Deux ans plus tard, le 26 juillet 1581, les États de Flandre signent l'acte de La Haye, ce qui revient à déposer le roi (ou plus précisément, le comte). Pour le comté, il s'agit en fait d'une répétition de ce qui a déjà été annoncé en 1579, mais cette fois avec le Brabant, la Frise, la Gueldre et Zutphen, la Hollande et la Zélande, Malines et Utrecht. Une différence importante, cependant, était que les autres provinces ne luttaient pas pour une forme de gouvernement républicain, mais pour un nouveau monarque ; cela a rendu l'Acte de La Haye beaucoup plus modéré que l'abjuration précédente de Gand.
Pendant le règne calviniste, la première université théologique de Gand a été créée au monastère de Het Pand (nl), aujourd'hui restauré et géré par l'Université de Gand. Une nouvelle enceinte est construite autour de Gand, et le château espagnol est démantelé.

## La défaite
La résistance à la République de Gand est d'abord venue des catholiques des provinces francophones du sud, les Malcontents (également appelés avec mépris paternosterknechts à Gand), dirigés par Emmanuel de Lalaing, entre autres. Il est le premier à prendre Menin le 1er octobre 1578. Le 28 février 1580, Courtrai tombe aux mains des Malcontents, puis Deinze quelques mois plus tard. Le gouverneur Alexandre Farnèse finit par incorporer le parti malcontent dans son armée et commence la reconquête des Flandres. Audenarde tombe le 6 juillet 1582. L'année suivante Alost, Dunkerque et Nieuport sont perdus et le siège d'Ypres est lancé.
Un autre bouleversement a lieu : le conseil municipal de Gand rétablit Hembyze le 24 octobre 1583 et Ryhove est banni. Celui-ci s'installe alors à Termonde et bloque les approvisionnements d'Anvers vers Gand. Pendant que les Espagnols assiègent la ville, Hembyze exerce une dictature sur la bourgeoisie gantoise pendant six mois ; cependant, lorsqu'il s'est avéré par la suite qu'il négociait secrètement avec le duc de Parme, il a été arrêté le 23 mars et exécuté pour haute trahison le 4 août 1584. Au printemps 1584, Ypres et Bruges se rendent et Gand est soumise le 17 août 1584. Plus de 4 000 habitants de Gand ont fui vers le nord, et la République des Provinces-Unies. La religion catholique redevient la seule autorisée et le château des Espagnols est restauré.

## Galerie

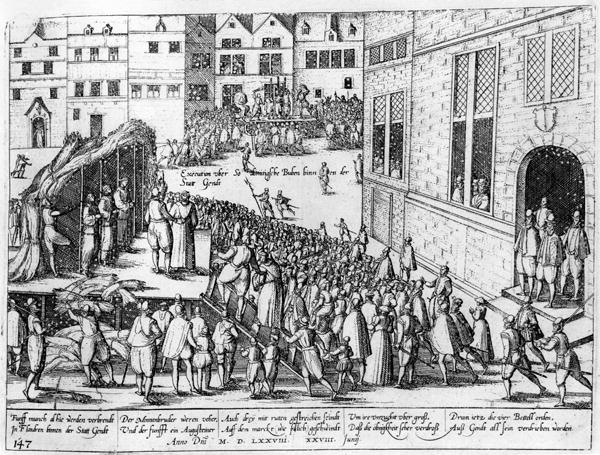
Exécutions de moines (pour sodomie) sur le Vrijdagmarkt, le 28 juin 1578.